# Lithocarpus xylocarpus
Lithocarpus xylocarpus là một loài thực vật có hoa trong họ Cử. Loài này được (Kurz) Markgr. mô tả khoa học đầu tiên năm 1924.